# مارك بونسر
الأدميرال الخلفي ماركوس فريدريك «مارك» بونسر (بالإنجليزية: Marcus Frederick "Mark" Bonser)‏ (ولد في 7 أغسطس 1952) ضابط علم المتقاعد من البحرية الملكية الأسترالية. كان منصبه الأخير رئيسا لفريق تنفيذ القضاء العسكري في القوات الدفاع الملكية الأسترالية.

## النشأة
ولد مارك بونسر في سيدني في 7 أغسطس 1952. التحق بمدرسة مانلي الثانوية للبنين ومدرسة ماكسفيل الثانوية.

## المسيرة العسكرية البحرية
في عام 1971 انضم بونسر إلى البحرية الملكية الأسترالية وبدأ التدريب في الكلية البحرية الأسترالية الملكية. تخرج من كلية البحرية الملكية الأسترالية في عام 1973 ثم قام بالتدرب ستة أسابيع مع البحرية الملكية قبل انضمامه إلى طاقم سفينة وهي حاملة الطائرات إتش إم أيه إس ملبورن. أكمل بونسر شهادة مراقبة الجسر على متن الناقل. على مدى السنوات التالية خدم على متن السفن إتش إم أيه أدفانس ودوتشيس وجيرفيس باي وديامانتينا. من عام 1980 حتى عام 1982 خدم بونسر كقائد زورق الدورية إتش إم أيه إس أوير.
في عام 1982 بعد فترة قصيرة على متن السفينة طبرق تم إرسال بونسر إلى المملكة المتحدة للتدرب كضابط حرب رئيسي. بعد تأهله كموظف مضاد للغواصات في عام 1983 خدم بونسر في تبادل للبحرية الملكية حتى عام 1985 كضابط على متن المدمرات أنتريم ثم غلامورغان. عند عودته إلى أستراليا تم نشر بوسنر لأول مرة إلى المدمرة بيرث ثم إلى تورينز كمدير تنفيذي مرافق للمدمرة. بينما كان على متن تورينز تمت ترقيته إلى رتبة قائد. في عام 1988 تم تعيين بونسر في مقر سيدني البحري في منصب ضابط برمجة الأسطول وقائد العمليات.
في عام 1990 تم إرفاق بونسر بالسفينة بريسبان كرئيس أركان لقائد فريق عمل البحرية الملكية الأسترالية خلال نشر السفينة في حرب الخليج الثانية. حصل على الثناء للخدمة المتميزة لأعماله خلال عملية النشر. بعد عودته من الخليج العربي في عام 1991 درس بونسر في كلية موظفي الخدمات المشتركة.
في الفترة من أبريل 1992 حتى 1993 كان بونسر الضابط القائد للفرقاطة سيدني. خلال هذه الفترة نشرت سيدني في البحر الأحمر دعما لجزاءات الأمم المتحدة ضد العراق. خلال عام 1994 منح بونسر الصليب للخدمة الواضحة لهذا الانتشار وفي ديسمبر تمت ترقيته إلى قائد. بعد الترقية تم نشر بونسر إلى المقر البحري مرة أخرى في البداية كرئيس لعمليات الموظفين ثم شغل منصب كبير موظفي شؤون الموظفين. في يناير 1996 نقل إلى مقر قوة الدفاع الأسترالية بوصفه المدير التنفيذي لقوة القتال (البحر).
في الفترة من أكتوبر 1997 إلى منتصف عام 1999 كان بونسر الضابط القائد للفرقاطة أنزاك. في يوليو 1999 تمت ترقية بونسر إلى عميد بحري وتم تعيينه قائدا للقائد الشمالي. في بداية عام 2001 أصبح بونسر المدير العام لأنظمة القيادة والدعم في منظمة العتاد الدفاعي. تمت ترقية بونسر إلى الأميرال الخلفي في يوليو 2001 وعين مديرا عاما لخفر السواحل. في يونيو 2002 تم تعيينه قائد المسرح الأسترالي. في عام 2003 كان بونسر ضابطا في ترتيب أستراليا لقيادته خلال غزو العراق.
من مايو 2004 إلى يناير 2006 كان بونسر قائد كلية الدفاع الأسترالية. خلال هذه الفترة عين في 7 أكتوبر 2005 رئيسا لفريق تنسيق الاستجابة العسكرية ثم في وقت لاحق من ذلك العام رئيسا لفريق تنفيذ القضاء العسكري.